# Tour de l'île de Chongming 2017
La 11e édition du Tour de l'île de Chongming a lieu du 5 mai 2017 au 7 mai 2017. C'est la neuvième épreuve de l'UCI World Tour féminin 2017. Elle est remportée par la Belge Jolien D'Hoore.

## Équipes
| Équipes féminines professionnelles (14)- Alé Cipollini Galassia - Astana Women's Team - BePink Cogeas - BTC City Ljubljana - China Chongming-Liv Pro Cycling - Cylance Pro Cycling - Hitec Products - Minsk Cycling Club - Orica-Scott - Servetto Giusta - VéloCONCEPT Women - Team Tibco-Silicon Valley Bank - Wiggle High5 - WM3 Pro Cycling Équipes nationales (4)- Hong Kong - Malaisie - Russie - Taïwan |
| |

## Étapes
| Étape     | Date  | Villes étapes                | type            | Distance (km) | Vainqueur d'étape | Leader du classement général |
| --------- | ----- | ---------------------------- | --------------- | ------------- | ----------------- | ---------------------------- |
| 1re étape | 5 mai | Chongming – Chongming        | étape de plaine | 118,8         | Kirsten Wild      | Chloe Hosking                |
| 2e étape  | 6 mai | Changxing Island – Chongming | étape de plaine | 135,4         | Jolien D'Hoore    | Jolien D'Hoore               |
| 3e étape  | 7 mai | Chongming – Chongming        | étape de plaine | 111,6         | Jolien D'Hoore    | Jolien D'Hoore               |

## Déroulement de la course
Toutes les étapes se concluent par un sprint. Kirsten Wild remporte la première étape, mais grâce à un sprint intermédiaire victorieux, c'est Chloe Hosking qui porte le premier maillot jaune. Jolien D'Hoore chute sur l'étape et a les bras éraflés. Elle gagne cependant les deux dernières étapes et inscrit son nom au palmarès de l'épreuve.

### 1reétape
| \| Classement de l'étape \| Classement de l'étape \| Classement de l'étape \| Classement de l'étape \| Classement de l'étape \| \| Coureuse \| Coureuse \| Pays \| Équipe \| Temps \| \| --------------------- \| ----------------------- \| --------------------- \| --------------------- \| --------------------- \| \| 1re \| Kirsten Wild \| Pays-Bas \| Cylance \| 3 h 03 min 40 s \| \| 2e \| Chloe Hosking \| Australie \| Alé Cipollini \| + 0 s \| \| 3e \| Sarah Roy \| Australie \| Orica-Scott \| + 0 s \| \| 4e \| Annette Edmondson \| Australie \| Wiggle High5 \| + 0 s \| \| 5e \| Marta Bastianelli \| Italie \| Alé Cipollini \| + 0 s \| \| 6e \| Maria Vittoria Sperotto \| Italie \| BePink Cogeas \| + 0 s \| \| 7e \| Alison Jackson \| Canada \| BePink Cogeas \| + 0 s \| \| 8e \| Arianna Fidanza \| Italie \| Astana Women's Team \| + 0 s \| \| 9e \| Christina Siggaard \| Danemark \| VéloCONCEPT Women \| + 0 s \| \| 10e \| Jolien D'Hoore \| Belgique \| Wiggle High5 \| + 0 s \| |                         |           |                     |                 |
| |                         |           |                     |                 |
| Sources : ProCyclingStats Cycling Quotient |                         |           |                     |                 |
| Classement de l'étape |                         |           |                     |                 |
| Coureuse | Coureuse                | Pays      | Équipe              | Temps           |
| 1re | Kirsten Wild            | Pays-Bas  | Cylance             | 3 h 03 min 40 s |
| 2e | Chloe Hosking           | Australie | Alé Cipollini       | + 0 s           |
| 3e | Sarah Roy               | Australie | Orica-Scott         | + 0 s           |
| 4e | Annette Edmondson       | Australie | Wiggle High5        | + 0 s           |
| 5e | Marta Bastianelli       | Italie    | Alé Cipollini       | + 0 s           |
| 6e | Maria Vittoria Sperotto | Italie    | BePink Cogeas       | + 0 s           |
| 7e | Alison Jackson          | Canada    | BePink Cogeas       | + 0 s           |
| 8e | Arianna Fidanza         | Italie    | Astana Women's Team | + 0 s           |
| 9e | Christina Siggaard      | Danemark  | VéloCONCEPT Women   | + 0 s           |
| 10e | Jolien D'Hoore          | Belgique  | Wiggle High5        | + 0 s           |

| \| Classement général \| Classement général \| Classement général \| Classement général \| Classement général \| \| Coureuse \| Coureuse \| Pays \| Équipe \| Temps \| \| ------------------ \| ----------------------- \| ------------------ \| ------------------- \| ------------------ \| \| 1re \| Chloe Hosking \| Australie \| Alé Cipollini \| 3 h 03 min 29 s \| \| 2e \| Kirsten Wild \| Pays-Bas \| Cylance \| + 1 s \| \| 3e \| Sarah Roy \| Australie \| Orica-Scott \| + 7 s \| \| 4e \| Jolien D'Hoore \| Belgique \| Wiggle High5 \| + 8 s \| \| 5e \| Maria Vittoria Sperotto \| Italie \| BePink Cogeas \| + 9 s \| \| 6e \| Annette Edmondson \| Australie \| Wiggle High5 \| + 10 s \| \| 7e \| Emilie Moberg \| Norvège \| Hitec Products \| + 10 s \| \| 8e \| Marta Bastianelli \| Italie \| Alé Cipollini \| + 11 s \| \| 9e \| Alison Jackson \| Canada \| BePink Cogeas \| + 11 s \| \| 10e \| Arianna Fidanza \| Italie \| Astana Women's Team \| + 11 s \| |                         |           |                     |                 |
| |                         |           |                     |                 |
| Sources : ProCyclingStats Cycling Quotient |                         |           |                     |                 |
| Classement général |                         |           |                     |                 |
| Coureuse | Coureuse                | Pays      | Équipe              | Temps           |
| 1re | Chloe Hosking           | Australie | Alé Cipollini       | 3 h 03 min 29 s |
| 2e | Kirsten Wild            | Pays-Bas  | Cylance             | + 1 s           |
| 3e | Sarah Roy               | Australie | Orica-Scott         | + 7 s           |
| 4e | Jolien D'Hoore          | Belgique  | Wiggle High5        | + 8 s           |
| 5e | Maria Vittoria Sperotto | Italie    | BePink Cogeas       | + 9 s           |
| 6e | Annette Edmondson       | Australie | Wiggle High5        | + 10 s          |
| 7e | Emilie Moberg           | Norvège   | Hitec Products      | + 10 s          |
| 8e | Marta Bastianelli       | Italie    | Alé Cipollini       | + 11 s          |
| 9e | Alison Jackson          | Canada    | BePink Cogeas       | + 11 s          |
| 10e | Arianna Fidanza         | Italie    | Astana Women's Team | + 11 s          |

### 2eétape
| \| Classement de l'étape \| Classement de l'étape \| Classement de l'étape \| Classement de l'étape \| Classement de l'étape \| \| Coureuse \| Coureuse \| Pays \| Équipe \| Temps \| \| --------------------- \| ------------------------ \| --------------------- \| --------------------- \| --------------------- \| \| 1re \| Jolien D'Hoore \| Belgique \| Wiggle High5 \| 3 h 32 min 25 s \| \| 2e \| Kirsten Wild \| Pays-Bas \| Cylance \| + 0 s \| \| 3e \| Anna Zita Maria Stricker \| Italie \| BTC City Ljubljana \| + 0 s \| \| 4e \| Chloe Hosking \| Australie \| Alé Cipollini \| + 0 s \| \| 5e \| Emilie Moberg \| Norvège \| Hitec Products \| + 0 s \| \| 6e \| Marta Bastianelli \| Italie \| Alé Cipollini \| + 0 s \| \| 7e \| Maria Vittoria Sperotto \| Italie \| BePink Cogeas \| + 0 s \| \| 8e \| Christina Siggaard \| Danemark \| VéloCONCEPT Women \| + 0 s \| \| 9e \| Anna Trevisi \| Italie \| Alé Cipollini \| + 0 s \| \| 10e \| Jeanne Korevaar \| Pays-Bas \| WM3 \| + 0 s \| |                          |           |                    |                 |
| |                          |           |                    |                 |
| Sources : ProCyclingStats Cycling Quotient |                          |           |                    |                 |
| Classement de l'étape |                          |           |                    |                 |
| Coureuse | Coureuse                 | Pays      | Équipe             | Temps           |
| 1re | Jolien D'Hoore           | Belgique  | Wiggle High5       | 3 h 32 min 25 s |
| 2e | Kirsten Wild             | Pays-Bas  | Cylance            | + 0 s           |
| 3e | Anna Zita Maria Stricker | Italie    | BTC City Ljubljana | + 0 s           |
| 4e | Chloe Hosking            | Australie | Alé Cipollini      | + 0 s           |
| 5e | Emilie Moberg            | Norvège   | Hitec Products     | + 0 s           |
| 6e | Marta Bastianelli        | Italie    | Alé Cipollini      | + 0 s           |
| 7e | Maria Vittoria Sperotto  | Italie    | BePink Cogeas      | + 0 s           |
| 8e | Christina Siggaard       | Danemark  | VéloCONCEPT Women  | + 0 s           |
| 9e | Anna Trevisi             | Italie    | Alé Cipollini      | + 0 s           |
| 10e | Jeanne Korevaar          | Pays-Bas  | WM3                | + 0 s           |

| \| Classement général \| Classement général \| Classement général \| Classement général \| Classement général \| \| Coureuse \| Coureuse \| Pays \| Équipe \| Temps \| \| ------------------ \| ------------------------ \| ------------------ \| ------------------ \| ------------------ \| \| 1re \| Jolien D'Hoore \| Belgique \| Wiggle High5 \| 6 h 35 min 48 s \| \| 2e \| Kirsten Wild \| Pays-Bas \| Cylance \| + 1 s \| \| 3e \| Chloe Hosking \| Australie \| Alé Cipollini \| + 3 s \| \| 4e \| Anna Zita Maria Stricker \| Italie \| BTC City Ljubljana \| + 13 s \| \| 5e \| Sarah Roy \| Australie \| Orica-Scott \| + 13 s \| \| 6e \| Emilie Moberg \| Norvège \| Hitec Products \| + 14 s \| \| 7e \| Maria Vittoria Sperotto \| Italie \| BePink Cogeas \| + 15 s \| \| 8e \| Christina Siggaard \| Danemark \| VéloCONCEPT Women \| + 15 s \| \| 9e \| Annette Edmondson \| Australie \| Wiggle High5 \| + 16 s \| \| 10e \| Jelena Erić \| Serbie \| BTC City Ljubljana \| + 16 s \| |                          |           |                    |                 |
| |                          |           |                    |                 |
| Sources : ProCyclingStats Cycling Quotient |                          |           |                    |                 |
| Classement général |                          |           |                    |                 |
| Coureuse | Coureuse                 | Pays      | Équipe             | Temps           |
| 1re | Jolien D'Hoore           | Belgique  | Wiggle High5       | 6 h 35 min 48 s |
| 2e | Kirsten Wild             | Pays-Bas  | Cylance            | + 1 s           |
| 3e | Chloe Hosking            | Australie | Alé Cipollini      | + 3 s           |
| 4e | Anna Zita Maria Stricker | Italie    | BTC City Ljubljana | + 13 s          |
| 5e | Sarah Roy                | Australie | Orica-Scott        | + 13 s          |
| 6e | Emilie Moberg            | Norvège   | Hitec Products     | + 14 s          |
| 7e | Maria Vittoria Sperotto  | Italie    | BePink Cogeas      | + 15 s          |
| 8e | Christina Siggaard       | Danemark  | VéloCONCEPT Women  | + 15 s          |
| 9e | Annette Edmondson        | Australie | Wiggle High5       | + 16 s          |
| 10e | Jelena Erić              | Serbie    | BTC City Ljubljana | + 16 s          |

### 3eétape
| \| Classement de l'étape \| Classement de l'étape \| Classement de l'étape \| Classement de l'étape \| Classement de l'étape \| \| Coureuse \| Coureuse \| Pays \| Équipe \| Temps \| \| --------------------- \| --------------------- \| --------------------- \| ------------------------- \| --------------------- \| \| 1re \| Jolien D'Hoore \| Belgique \| Wiggle High5 \| 2 h 48 min 31 s \| \| 2e \| Kirsten Wild \| Pays-Bas \| Cylance \| + 0 s \| \| 3e \| Chloe Hosking \| Australie \| Alé Cipollini \| + 0 s \| \| 4e \| Sarah Roy \| Australie \| Orica-Scott \| + 0 s \| \| 5e \| Jelena Erić \| Serbie \| BTC City Ljubljana \| + 0 s \| \| 6e \| Kendall Ryan \| États-Unis \| Tibco-Silicon Valley Bank \| + 0 s \| \| 7e \| Simona Frapporti \| Italie \| Hitec Products \| + 0 s \| \| 8e \| Emilie Moberg \| Norvège \| Hitec Products \| + 0 s \| \| 9e \| Arianna Fidanza \| Italie \| Astana Women's Team \| + 0 s \| \| 10e \| Daniela Gaß \| Allemagne \| Servetto Giusta \| + 0 s \| |                  |            |                           |                 |
| |                  |            |                           |                 |
| Source : ProCyclingStats |                  |            |                           |                 |
| Classement de l'étape |                  |            |                           |                 |
| Coureuse | Coureuse         | Pays       | Équipe                    | Temps           |
| 1re | Jolien D'Hoore   | Belgique   | Wiggle High5              | 2 h 48 min 31 s |
| 2e | Kirsten Wild     | Pays-Bas   | Cylance                   | + 0 s           |
| 3e | Chloe Hosking    | Australie  | Alé Cipollini             | + 0 s           |
| 4e | Sarah Roy        | Australie  | Orica-Scott               | + 0 s           |
| 5e | Jelena Erić      | Serbie     | BTC City Ljubljana        | + 0 s           |
| 6e | Kendall Ryan     | États-Unis | Tibco-Silicon Valley Bank | + 0 s           |
| 7e | Simona Frapporti | Italie     | Hitec Products            | + 0 s           |
| 8e | Emilie Moberg    | Norvège    | Hitec Products            | + 0 s           |
| 9e | Arianna Fidanza  | Italie     | Astana Women's Team       | + 0 s           |
| 10e | Daniela Gaß      | Allemagne  | Servetto Giusta           | + 0 s           |

## Classements finals

### Classement général final
| \| Classement général \| Classement général \| Classement général \| Classement général \| Classement général \| \| Coureuse \| Coureuse \| Pays \| Équipe \| Temps \| \| ------------------ \| ------------------------ \| ------------------ \| ------------------ \| ------------------ \| \| 1re \| Jolien D'Hoore \| Belgique \| Wiggle High5 \| 9 h 24 min 09 s \| \| 2e \| Kirsten Wild \| Pays-Bas \| Cylance \| + 5 s \| \| 3e \| Chloe Hosking \| Australie \| Alé Cipollini \| + 6 s \| \| 4e \| Sarah Roy \| Australie \| Orica-Scott \| + 23 s \| \| 5e \| Christina Siggaard \| Danemark \| VéloCONCEPT Women \| + 23 s \| \| 6e \| Anna Zita Maria Stricker \| Italie \| BTC City Ljubljana \| + 23 s \| \| 7e \| Emilie Moberg \| Norvège \| Hitec Products \| + 24 s \| \| 8e \| Kseniya Dobrynina \| Russie \| Servetto Giusta \| + 24 s \| \| 9e \| Maria Vittoria Sperotto \| Italie \| BePink Cogeas \| + 25 s \| \| 10e \| Annette Edmondson \| Australie \| Wiggle High5 \| + 25 s \| |                          |           |                    |                 |
| |                          |           |                    |                 |
| Source : ProCyclingStats |                          |           |                    |                 |
| Classement général |                          |           |                    |                 |
| Coureuse | Coureuse                 | Pays      | Équipe             | Temps           |
| 1re | Jolien D'Hoore           | Belgique  | Wiggle High5       | 9 h 24 min 09 s |
| 2e | Kirsten Wild             | Pays-Bas  | Cylance            | + 5 s           |
| 3e | Chloe Hosking            | Australie | Alé Cipollini      | + 6 s           |
| 4e | Sarah Roy                | Australie | Orica-Scott        | + 23 s          |
| 5e | Christina Siggaard       | Danemark  | VéloCONCEPT Women  | + 23 s          |
| 6e | Anna Zita Maria Stricker | Italie    | BTC City Ljubljana | + 23 s          |
| 7e | Emilie Moberg            | Norvège   | Hitec Products     | + 24 s          |
| 8e | Kseniya Dobrynina        | Russie    | Servetto Giusta    | + 24 s          |
| 9e | Maria Vittoria Sperotto  | Italie    | BePink Cogeas      | + 25 s          |
| 10e | Annette Edmondson        | Australie | Wiggle High5       | + 25 s          |

### Points UCI
| Position,                 | 1er | 2e  | 3e | 4e | 5e | 6e | 7e | 8e | 9e | 10e | 11e | 12e | 13e | 14e | 15e | 16e | 17e | 18e | 19e | 20e |
| Classement général        | 120 | 100 | 85 | 70 | 60 | 50 | 40 | 35 | 30 | 25  | 20  | 18  | 16  | 14  | 12  | 10  | 8   | 6   | 4   | 2   |
| Étapes et demi-étapes     | 25  | 20  | 18 | 16 | 14 | 12 | 10 | 8  | 6  | 4   |     |     |     |     |     |     |     |     |     |     |
| Port du maillot de leader | 6   |     |    |    |    |    |    |    |    |     |     |     |     |     |     |     |     |     |     |     |

### Classements annexes

#### Classement par points
| Classement par points | Classement par points    | Classement par points | Classement par points | Classement par points |
| Coureuse              | Coureuse                 | Pays                  | Équipe                | Points                |
| --------------------- | ------------------------ | --------------------- | --------------------- | --------------------- |
| 1re                   | Chloe Hosking            | Australie             | Alé Cipollini         | 48 pts                |
| 2e                    | Jolien D'Hoore           | Belgique              | Wiggle High5          | 40 pts                |
| 3e                    | Kirsten Wild             | Pays-Bas              | Cylance               | 38 pts                |
| 4e                    | Sarah Roy                | Australie             | Orica-Scott           | 18 pts                |
| 5e                    | Emilie Moberg            | Norvège               | Hitec Products        | 13 pts                |
| 6e                    | Maria Vittoria Sperotto  | Italie                | BePink Cogeas         | 12 pts                |
| 7e                    | Christina Siggaard       | Danemark              | VéloCONCEPT Women     | 11 pts                |
| 8e                    | Marta Bastianelli        | Italie                | Alé Cipollini         | 11 pts                |
| 9e                    | Anna Zita Maria Stricker | Italie                | BTC City Ljubljana    | 10 pts                |
| 10e                   | Annette Edmondson        | Australie             | Wiggle High5          | 10 pts                |

#### Classement de la montagne
| Classement de la montagne | Classement de la montagne | Classement de la montagne | Classement de la montagne | Classement de la montagne |
| ------------------------- | ------------------------- | ------------------------- | ------------------------- | ------------------------- |
|                           | Coureur                   | Pays                      | Équipe                    | Point(s)                  |
| 1er                       | Jolien D'Hoore            | Belgique                  | Wiggle High5              | 14 points                 |
| 2e                        | Kirsten Wild              | Pays-Bas                  | Cylance                   | 12 pts                    |
| 3e                        | Chloe Hosking             | Australie                 | Alé Cipollini             | 10 pts                    |
| modifier                  |                           |                           |                           |                           |

#### Classement de la meilleure jeune
| Classement de la meilleure jeune | Classement de la meilleure jeune | Classement de la meilleure jeune | Classement de la meilleure jeune | Classement de la meilleure jeune |
|                                  | Coureur                          | Pays                             | Équipe                           | Temps                            |
| -------------------------------- | -------------------------------- | -------------------------------- | -------------------------------- | -------------------------------- |
| 1er                              | Maria Vittoria Sperotto          | Italie                           | Bepink Cogeas                    | en 9 h 24 min 34 s               |
| 2e                               | Anastasia Iakovenko              | Russie                           | Russie                           | m.t.                             |
| 3e                               | Jelena Eric                      | Serbie                           | BTC City Ljubljana               | +1 s                             |
| modifier                         |                                  |                                  |                                  |                                  |

#### Classement par équipes
| Classement par équipes | Classement par équipes | Classement par équipes | Classement par équipes |
| Équipe                 | Équipe                 | Pays                   | Temps                  |
| ---------------------- | ---------------------- | ---------------------- | ---------------------- |
| 1re                    | Alé Cipollini Galassia | Italie                 | 28 h 13 min 48 s       |
| 2e                     | Hitec Products         | Norvège                | + 0 s                  |
| 3e                     | BTC City Ljubljana     | Slovénie               | + 0 s                  |
| 4e                     | Wiggle High5           | Royaume-Uni            | + 0 s                  |
| 5e                     | Astana Women's Team    | Kazakhstan             | + 0 s                  |
| 6e                     | BePink Cogeas          | Italie                 | + 0 s                  |
| 7e                     | Servetto Giusta        | Italie                 | + 0 s                  |
| 8e                     | Minsk Cycling Club     | Biélorussie            | + 0 s                  |
| 9e                     | Russie                 | Russie                 | + 0 s                  |
| 10e                    | Hong Kong              | Hong Kong              | + 0 s                  |

## Évolution des classements
| Étapes             | Vainqueur          | Classement général | Classement par points | Classement de la montagne | Classement de la meilleure jeune | Classement de la meilleure équipe |
| ------------------ | ------------------ | ------------------ | --------------------- | ------------------------- | -------------------------------- | --------------------------------- |
| 1                  | Kirsten Wild       | Chloe Hosking      | Chloe Hosking         | Mia Radotić               | Maria Vittoria Sperotto          | Alé Cipollini                     |
| 1                  | Jolien D'Hoore     | Jolien D'Hoore     | Chloe Hosking         | Jolien D'Hoore            | Maria Vittoria Sperotto          | Alé Cipollini                     |
| 2                  | Jolien D'Hoore     | Jolien D'Hoore     | Chloe Hosking         | Jolien D'Hoore            | Maria Vittoria Sperotto          | Alé Cipollini                     |
| Classements finals | Classements finals | Jolien D'Hoore     | Chloe Hosking         | Jolien D'Hoore            | Maria Vittoria Sperotto          | Alé Cipollini                     |

## Liste des participantes
| Wiggle High5 WHT | Wiggle High5 WHT        | Wiggle High5 WHT |
| ---------------- | ----------------------- | ---------------- |
| Num              | Coureuse                | Pos              |
| 1                | Jolien D'Hoore (BEL)    |                  |
| 2                | Annette Edmondson (AUS) |                  |
| 3                | Amy Roberts (GBR)       |                  |
| 4                | Grace Garner (GBR)      |                  |
| 5                | Lucy van der Haar (GBR) |                  |
| 6                | Julie Norman Leth (DEN) |                  |

| WM3 | WM3                        | WM3 |
| --- | -------------------------- | --- |
| Num | Coureuse                   | Pos |
| 11  | Rotem Gafinovitz (ISR)     |     |
| 12  | Yara Kastelijn (NED)       |     |
| 13  | Lauren Kitchen (AUS)       |     |
| 14  | Jeanne Korevaar (NED)      |     |
| 15  | Anna Plichta (POL)         |     |
| 16  | Valentina Scandolara (ITA) |     |

| Orica-Scott ORS | Orica-Scott ORS        | Orica-Scott ORS |
| --------------- | ---------------------- | --------------- |
| Num             | Coureuse               | Pos             |
| 21              | Sarah Roy (AUS)        |                 |
| 22              | Jessica Allen (AUS)    |                 |
| 23              | Alexandra Manly (AUS)  |                 |
| 24              | Rachel Neylan (AUS)    |                 |
| 25              | Georgia Williams (NZL) |                 |

| Alé Cipollini ALE | Alé Cipollini ALE       | Alé Cipollini ALE |
| ----------------- | ----------------------- | ----------------- |
| Num               | Coureuse                | Pos               |
| 31                | Marta Bastianelli (ITA) |                   |
| 32                | Chloe Hosking (AUS)     |                   |
| 33                | Romy Kasper (GER)       |                   |
| 34                | Anna Trevisi (ITA)      |                   |
| 35                | Soraya Paladin (ITA)    |                   |
| 36                | Martina Alzini (ITA)    |                   |

| Cylance CPC | Cylance CPC             | Cylance CPC |
| ----------- | ----------------------- | ----------- |
| Num         | Coureuse                | Pos         |
| 41          | Kirsten Wild (NED)      |             |
| 42          | Marta Tagliaferro (ITA) |             |
| 43          | Sheyla Gutiérrez (ESP)  |             |
| 44          | Rachele Barbieri (ITA)  |             |
| 45          | Willeke Knol (NED)      |             |
| 46          | Erica Zaveta (USA)      |             |

| VéloCONCEPT Women TVW | VéloCONCEPT Women TVW     | VéloCONCEPT Women TVW |
| --------------------- | ------------------------- | --------------------- |
| Num                   | Coureuse                  | Pos                   |
| 51                    | Sara Mustonen (SWE)       |                       |
| 52                    | Christina Siggaard (DEN)  |                       |
| 53                    | Camilla Møllebro Pedersen |                       |
| 54                    | Doris Schweizer (SUI)     |                       |
| 55                    | Sara Penton (SWE)         |                       |
| 56                    | Claudia Koster (NED)      |                       |

| BePink Cogeas BPK | BePink Cogeas BPK             | BePink Cogeas BPK |
| ----------------- | ----------------------------- | ----------------- |
| Num               | Coureuse                      | Pos               |
| 61                | Olga Zabelinskaïa (RUS)       |                   |
| 62                | Silvia Valsecchi (ITA)        |                   |
| 63                | Alison Jackson (CAN)          |                   |
| 64                | Maria Vittoria Sperotto (ITA) |                   |
| 65                | Ilaria Sanguineti (ITA)       |                   |
| 66                | Katia Ragusa (ITA)            |                   |

| Hitec Products HPU | Hitec Products HPU        | Hitec Products HPU |
| ------------------ | ------------------------- | ------------------ |
| Num                | Coureuse                  | Pos                |
| 71                 | Charlotte Becker (GER)    |                    |
| 72                 | Simona Frapporti (ITA)    |                    |
| 73                 | Ilona Hoeksma (NED)       |                    |
| 74                 | Nina Kessler (NED)        |                    |
| 75                 | Tone Hatteland Lima (NOR) |                    |
| 76                 | Emilie Moberg (NOR)       |                    |

| BTC City Ljubljana BTC | BTC City Ljubljana BTC         | BTC City Ljubljana BTC |
| ---------------------- | ------------------------------ | ---------------------- |
| Num                    | Coureuse                       | Pos                    |
| 81                     | Anna Zita Maria Stricker (ITA) |                        |
| 82                     | Mia Radotić (CRO)              |                        |
| 83                     | Jelena Erić (SRB)              |                        |
| 84                     | Corinna Lechner (GER)          |                        |
| 85                     | Urška Žigart (SLO)             |                        |
| 86                     | Tanja Elsner (SLO)             |                        |

| Astana Women's Team ASA | Astana Women's Team ASA        | Astana Women's Team ASA |
| ----------------------- | ------------------------------ | ----------------------- |
| Num                     | Coureuse                       | Pos                     |
| 91                      | Rinata Sultanova (KAZ)         |                         |
| 92                      | Arianna Fidanza (ITA)          |                         |
| 93                      | Amiliya Iskakova (KAZ)         |                         |
| 94                      | Lisa Morzenti (ITA)            |                         |
| 95                      | Zhanerke Sanakbayeva (KAZ)     |                         |
| 96                      | Agnieszka Skalniak-Sójka (POL) |                         |

| Tibco-Silicon Valley Bank TIB | Tibco-Silicon Valley Bank TIB | Tibco-Silicon Valley Bank TIB |
| ----------------------------- | ----------------------------- | ----------------------------- |
| Num                           | Coureuse                      | Pos                           |
| 101                           | Kendall Ryan (USA)            |                               |
| 102                           | Nicolle Bruderer (GUA)        |                               |
| 103                           | Kathrin Hammes (GER)          |                               |
| 104                           | Madeleine Park (NZL)          |                               |
| 105                           | Jennifer Tetrick (USA)        |                               |

| Servetto Giusta SER | Servetto Giusta SER     | Servetto Giusta SER |
| ------------------- | ----------------------- | ------------------- |
| Num                 | Coureuse                | Pos                 |
| 111                 | Huang Ting-ying (TPE)   |                     |
| 112                 | Daniela Gaß (GER)       |                     |
| 113                 | Laura Lozano (COL)      |                     |
| 114                 | Anna Potokina (RUS)     |                     |
| 115                 | Natalya Sokovnina (KAZ) |                     |
| 116                 | Kseniya Dobrynina (RUS) |                     |

| Sans équipe ___ | Sans équipe ___ | Sans équipe ___ |
| --------------- | --------------- | --------------- |
| Num             | Coureuse        | Pos             |
| 121             | Huang Li (CHN)  |                 |

| China Chongming-Liv GPC | China Chongming-Liv GPC | China Chongming-Liv GPC |
| ----------------------- | ----------------------- | ----------------------- |
| Num                     | Coureuse                | Pos                     |
| 122                     | Zhao Xisha (CHN)        |                         |
| 123                     | Meng Zhao Juan (HKG)    |                         |
| 124                     | Pu Yixian (CHN)         |                         |
| 125                     | Wang Wantong (CHN)      |                         |
| 126                     | Sun Xue (CHN)           |                         |

| Minsk Cycling Club MCC | Minsk Cycling Club MCC    | Minsk Cycling Club MCC |
| ---------------------- | ------------------------- | ---------------------- |
| Num                    | Coureuse                  | Pos                    |
| 131                    | Darya Datsyk (BLR)        |                        |
| 132                    | Taisa Naskovich (BLR)     |                        |
| 133                    | Anastasiya Safonava (BLR) |                        |
| 134                    | Tatsiana Sharakova (BLR)  |                        |
| 135                    | Maryna Shauchenka (BLR)   |                        |
| 136                    | Hanna Tserakh (BLR)       |                        |

| Hong Kong HKG | Hong Kong HKG  | Hong Kong HKG |
| ------------- | -------------- | ------------- |
| Num           | Coureuse       | Pos           |
| 141           | Yang Qianyu    |               |
| 142           | Pang Yao       |               |
| 143           | Leung Bo Yee   |               |
| 144           | Wing Yee Leung |               |
| 145           | Diao Xiao Juan |               |
| 146           | Hoi Wah Leung  |               |

| Taïwan TPE | Taïwan TPE  | Taïwan TPE |
| ---------- | ----------- | ---------- |
| Num        | Coureuse    | Pos        |
| 151        | Zeng Ke Xin |            |

| Wiggle High5 WHT | Wiggle High5 WHT        | Wiggle High5 WHT |
| ---------------- | ----------------------- | ---------------- |
| Num              | Coureuse                | Pos              |
| 1                | Jolien D'Hoore (BEL)    |                  |
| 2                | Annette Edmondson (AUS) |                  |
| 3                | Amy Roberts (GBR)       |                  |
| 4                | Grace Garner (GBR)      |                  |
| 5                | Lucy van der Haar (GBR) |                  |
| 6                | Julie Norman Leth (DEN) |                  |

| WM3 | WM3                        | WM3 |
| --- | -------------------------- | --- |
| Num | Coureuse                   | Pos |
| 11  | Rotem Gafinovitz (ISR)     |     |
| 12  | Yara Kastelijn (NED)       |     |
| 13  | Lauren Kitchen (AUS)       |     |
| 14  | Jeanne Korevaar (NED)      |     |
| 15  | Anna Plichta (POL)         |     |
| 16  | Valentina Scandolara (ITA) |     |

| Orica-Scott ORS | Orica-Scott ORS        | Orica-Scott ORS |
| --------------- | ---------------------- | --------------- |
| Num             | Coureuse               | Pos             |
| 21              | Sarah Roy (AUS)        |                 |
| 22              | Jessica Allen (AUS)    |                 |
| 23              | Alexandra Manly (AUS)  |                 |
| 24              | Rachel Neylan (AUS)    |                 |
| 25              | Georgia Williams (NZL) |                 |

| Alé Cipollini ALE | Alé Cipollini ALE       | Alé Cipollini ALE |
| ----------------- | ----------------------- | ----------------- |
| Num               | Coureuse                | Pos               |
| 31                | Marta Bastianelli (ITA) |                   |
| 32                | Chloe Hosking (AUS)     |                   |
| 33                | Romy Kasper (GER)       |                   |
| 34                | Anna Trevisi (ITA)      |                   |
| 35                | Soraya Paladin (ITA)    |                   |
| 36                | Martina Alzini (ITA)    |                   |

| Cylance CPC | Cylance CPC             | Cylance CPC |
| ----------- | ----------------------- | ----------- |
| Num         | Coureuse                | Pos         |
| 41          | Kirsten Wild (NED)      |             |
| 42          | Marta Tagliaferro (ITA) |             |
| 43          | Sheyla Gutiérrez (ESP)  |             |
| 44          | Rachele Barbieri (ITA)  |             |
| 45          | Willeke Knol (NED)      |             |
| 46          | Erica Zaveta (USA)      |             |

| VéloCONCEPT Women TVW | VéloCONCEPT Women TVW     | VéloCONCEPT Women TVW |
| --------------------- | ------------------------- | --------------------- |
| Num                   | Coureuse                  | Pos                   |
| 51                    | Sara Mustonen (SWE)       |                       |
| 52                    | Christina Siggaard (DEN)  |                       |
| 53                    | Camilla Møllebro Pedersen |                       |
| 54                    | Doris Schweizer (SUI)     |                       |
| 55                    | Sara Penton (SWE)         |                       |
| 56                    | Claudia Koster (NED)      |                       |

| BePink Cogeas BPK | BePink Cogeas BPK             | BePink Cogeas BPK |
| ----------------- | ----------------------------- | ----------------- |
| Num               | Coureuse                      | Pos               |
| 61                | Olga Zabelinskaïa (RUS)       |                   |
| 62                | Silvia Valsecchi (ITA)        |                   |
| 63                | Alison Jackson (CAN)          |                   |
| 64                | Maria Vittoria Sperotto (ITA) |                   |
| 65                | Ilaria Sanguineti (ITA)       |                   |
| 66                | Katia Ragusa (ITA)            |                   |

| Hitec Products HPU | Hitec Products HPU        | Hitec Products HPU |
| ------------------ | ------------------------- | ------------------ |
| Num                | Coureuse                  | Pos                |
| 71                 | Charlotte Becker (GER)    |                    |
| 72                 | Simona Frapporti (ITA)    |                    |
| 73                 | Ilona Hoeksma (NED)       |                    |
| 74                 | Nina Kessler (NED)        |                    |
| 75                 | Tone Hatteland Lima (NOR) |                    |
| 76                 | Emilie Moberg (NOR)       |                    |

| BTC City Ljubljana BTC | BTC City Ljubljana BTC         | BTC City Ljubljana BTC |
| ---------------------- | ------------------------------ | ---------------------- |
| Num                    | Coureuse                       | Pos                    |
| 81                     | Anna Zita Maria Stricker (ITA) |                        |
| 82                     | Mia Radotić (CRO)              |                        |
| 83                     | Jelena Erić (SRB)              |                        |
| 84                     | Corinna Lechner (GER)          |                        |
| 85                     | Urška Žigart (SLO)             |                        |
| 86                     | Tanja Elsner (SLO)             |                        |

| Astana Women's Team ASA | Astana Women's Team ASA        | Astana Women's Team ASA |
| ----------------------- | ------------------------------ | ----------------------- |
| Num                     | Coureuse                       | Pos                     |
| 91                      | Rinata Sultanova (KAZ)         |                         |
| 92                      | Arianna Fidanza (ITA)          |                         |
| 93                      | Amiliya Iskakova (KAZ)         |                         |
| 94                      | Lisa Morzenti (ITA)            |                         |
| 95                      | Zhanerke Sanakbayeva (KAZ)     |                         |
| 96                      | Agnieszka Skalniak-Sójka (POL) |                         |

| Tibco-Silicon Valley Bank TIB | Tibco-Silicon Valley Bank TIB | Tibco-Silicon Valley Bank TIB |
| ----------------------------- | ----------------------------- | ----------------------------- |
| Num                           | Coureuse                      | Pos                           |
| 101                           | Kendall Ryan (USA)            |                               |
| 102                           | Nicolle Bruderer (GUA)        |                               |
| 103                           | Kathrin Hammes (GER)          |                               |
| 104                           | Madeleine Park (NZL)          |                               |
| 105                           | Jennifer Tetrick (USA)        |                               |

| Servetto Giusta SER | Servetto Giusta SER     | Servetto Giusta SER |
| ------------------- | ----------------------- | ------------------- |
| Num                 | Coureuse                | Pos                 |
| 111                 | Huang Ting-ying (TPE)   |                     |
| 112                 | Daniela Gaß (GER)       |                     |
| 113                 | Laura Lozano (COL)      |                     |
| 114                 | Anna Potokina (RUS)     |                     |
| 115                 | Natalya Sokovnina (KAZ) |                     |
| 116                 | Kseniya Dobrynina (RUS) |                     |

| Sans équipe ___ | Sans équipe ___ | Sans équipe ___ |
| --------------- | --------------- | --------------- |
| Num             | Coureuse        | Pos             |
| 121             | Huang Li (CHN)  |                 |

| China Chongming-Liv GPC | China Chongming-Liv GPC | China Chongming-Liv GPC |
| ----------------------- | ----------------------- | ----------------------- |
| Num                     | Coureuse                | Pos                     |
| 122                     | Zhao Xisha (CHN)        |                         |
| 123                     | Meng Zhao Juan (HKG)    |                         |
| 124                     | Pu Yixian (CHN)         |                         |
| 125                     | Wang Wantong (CHN)      |                         |
| 126                     | Sun Xue (CHN)           |                         |

| Minsk Cycling Club MCC | Minsk Cycling Club MCC    | Minsk Cycling Club MCC |
| ---------------------- | ------------------------- | ---------------------- |
| Num                    | Coureuse                  | Pos                    |
| 131                    | Darya Datsyk (BLR)        |                        |
| 132                    | Taisa Naskovich (BLR)     |                        |
| 133                    | Anastasiya Safonava (BLR) |                        |
| 134                    | Tatsiana Sharakova (BLR)  |                        |
| 135                    | Maryna Shauchenka (BLR)   |                        |
| 136                    | Hanna Tserakh (BLR)       |                        |

| Hong Kong HKG | Hong Kong HKG  | Hong Kong HKG |
| ------------- | -------------- | ------------- |
| Num           | Coureuse       | Pos           |
| 141           | Yang Qianyu    |               |
| 142           | Pang Yao       |               |
| 143           | Leung Bo Yee   |               |
| 144           | Wing Yee Leung |               |
| 145           | Diao Xiao Juan |               |
| 146           | Hoi Wah Leung  |               |

| Taïwan TPE | Taïwan TPE  | Taïwan TPE |
| ---------- | ----------- | ---------- |
| Num        | Coureuse    | Pos        |
| 151        | Zeng Ke Xin |            |